# Toaru Ossan no VRMMO Katsudōki
Toaru Ossan no VRMMO Katsudōki (とあるおっさんのVRMMO活動記?), conocida como A Playthrough of a Certain Dude's VRMMO Life en inglés, es una serie de novelas ligeras japonesas escritas por Shiina Howahowa e ilustradas por Yamaada. Comenzó a serializarse en línea en enero de 2013 en el sitio web de publicación de novelas generadas por usuarios Shōsetsuka ni Narō, y se trasladó al sitio web de AlphaPolis en agosto de 2016. Más tarde también fue adquirida por AlphaPolis, que ha publicado veintisiete volúmenes desde febrero de 2014. La adaptación de manga ilustrada por Shūya Rikudō comenzó la serialización en línea a través del sitio web de manga de AlphaPolis en mayo de 2014 y se ha recopilado en diez volúmenes de tankōbon. El manga se publica digitalmente en inglés a través de Alpha Manga. Una adaptación de la serie de televisión de anime producida por Maho Film se estrenará en octubre de 2023.

## Personajes
Earth (アース Āsu?) / Taichi Tanaka (田中 大地 Tanaka Taichi?)
 Seiyū: Kaito Ishikawa (Earth), Daisuke Namikawa (Taichi)
Fairy Queen (フェアリークィーン Fearī Kwīn?)
 Seiyū: Reina Ueda
Zwei (ツヴァイ Tsuvai?)
 Seiyū: Tasuku Hatanaka
Milly (ミリー Mirī?)
 Seiyū: Miho Okasaki
Ryū-chan (龍ちゃん?)
 Seiyū: Shiori Izawa
Pikasha (ピカーシャ Pikāsha?)
 Seiyū: Chitose Morinaga
Nora (ノーラ Nōra?)
 Seiyū: Ayaka Asai
Reiji (レイジ?)
 Seiyū: Tarō Kiuchi
Kazamine (カザミネ?)
 Seiyū: Yusuke Shirai
Rona (ロナ?)
 Seiyū: Naomi Ōzora

## Contenido de la obra

### Anime
El 10 de febrero de 2023 se anunció una adaptación de la serie de televisión de anime. La serie es producida por Maho Film y dirigida por Yuichi Nakazawa, con Touko Machida a cargo de la composición de la serie, Yūko Watabe y Yūko Oba diseñando los personajes principales y Technoboys Pulcraft Green-Fund componiendo la música. Se estrenará el 3 de octubre de 2023 en Tokyo MX y otras redes. El tema de apertura será interpretado por Saji, mientras que el tema de cierre será interpretado por Miho Okasaki. Crunchyroll obtuvo la licencia de la serie fuera de Asia.

## Recepción
La serie ganó el premio del lector "The AlphaPolis 6th Fantasy Novel Grand Prize" y tiene 1,5 millones de copias en circulación.
Los volúmenes de la adaptación del manga se han clasificado en la lista de los más vendidos de Oricon.